# Apanteles despectus
Apanteles despectus är en stekelart som beskrevs av Nixon 1965. Apanteles despectus ingår i släktet Apanteles och familjen bracksteklar. Inga underarter finns listade i Catalogue of Life.